# Mathias Danneels
Mathias Danneels (Brugge, 27 december 1956) is een Belgisch journalist en commentator.

## Levensloop
Danneels ging aan in 1981 aan de slag als redacteur voor het jongerenweekblad Joepie.  Hij werkte vervolgens bij Het Nieuwsblad en vanaf 1984 bij Dag Allemaal, waar hij later hoofdredacteur werd, een functie die hij uitoefende tot hij in november 2000 ontslag nam.
Begin 2001 werd hij adjunct-hoofdredacteur bij Het Nieuwsblad, vertrok na enkele maanden naar de Gazet van Antwerpen, maar keerde later terug naar Het Nieuwsblad na de aanstelling van Guido Van Liefferinge als algemeen hoofdredacteur. Twee jaar later verliet hij de krant.
Op 10 februari 2006 werd hij door de Vlaamse regering benoemd tot lid van het publiekrechtelijk vormgegeven extern verzelfstandigd agentschap Vlaamse Regulator van de Media. 
Hij werd parlementair medewerker bij Jean-Marie Dedecker en bij de Vlaamse verkiezingen van 2009 was hij kandidaat op de vierde plaats voor de Lijst Dedecker in de provincie Antwerpen. Hij werd niet verkozen. Hij was nadien tot einde 2010 deeltijds medewerker van de Lijst Dedecker, totdat deze partij grotendeels verdween. 
Hij werd vervolgens journalist bij Primo TV-gids en 't Scheldt.
In 2022 speelde hij mee in De Buurtpolitie VIPS als Hugo de Bolle.